# Lisice (gmina Lučani)
Lisice (cyr. Лисице) – wieś w Serbii, w okręgu morawickim, w gminie Lučani. W 2011 roku liczyła 308 mieszkańców.